# 123 Democratische Alliantie
123 Democratische Alliantie (Engels:123 Democratic Alliance, Chinees: 一二三民主聯盟) was een pro-Kuomintang politieke partij in Hongkong.
De partij werd opgericht in 1994, met als doel te streven naar een verenigd, vrij, democratisch, en economisch voorspoedig China, en een democratisch en welvarend Hongkong. De partij werd van 1995 tot 1997 in de regering (Legislative Council) van Hongkong vertegenwoordigd door Yum Sin-ling. Alle kandidaten werden echter verslagen in de verkiezingen van 1998.
In 1999 won de partij zeven zetels bij de lokale verkiezingen (District Council). Vanwege geldgebrek deed de partij niet mee aan de Hongkongse verkiezingen van 2000. De partij werd opgeheven op 3 december 2000.  
De laatste voorzitter van de alliantie was Tai Cheuk-yin Leslie Spencer.